# Szlak Bezprawia
Szlak Bezprawia (Outlaw Trail) – szlak wiodący z północnej Montany do Meksyku. Przemieszczali się nim ludzie wyjęci spod prawa, najczęściej ścigani przez władze lub agentów Pinkertona. Szlak ten był uczęszczany przez bandytów i rewolwerowców przez niemal czterdzieści lat: od ok. 1870 do pierwszych lat XX wieku. Uciekali nim m.in. Jesse i Frank James, galopowała tędy słynna Dzika Banda, także banda Red Sash, George „Wielki Nos” Parrot, Nate Champion i inni słynni przestępcy.
Choć miał wiele odgałęzień, dało się wyróżnić główną drogę. Prowadziła ona z Montany na południe - przez Wyoming, Utah i Kolorado do Arizony i Nowego Meksyku. Stamtąd szlak wiódł do Teksasu i do granicy z Meksykiem.